# Гончарівська сільська рада (Монастириський район)
Гончарі́вська сільська́ ра́да — адміністративно-територіальна одиниця та орган місцевого самоврядування в Монастириському районі Тернопільської області. Адміністративний центр — село Гончарівка.

## Загальні відомості
- Територія ради: 4,004 км²
- Населення ради: 1 086 осіб (станом на 2001 рік)

## Населені пункти
Сільській раді були підпорядковані населені пункти:
- с. Гончарівка

## Склад ради
Рада складалася з 16 депутатів та голови.
- Голова ради: Войчишин Наталія Іванівна
- Секретар ради: Жилава Ольга Миколаївна

### Керівний склад попередніх скликань
| Прізвище, ім'я, по батькові | Основні відомості                                                             | Дата обрання | Дата звільнення |
| --------------------------- | ----------------------------------------------------------------------------- | ------------ | --------------- |
| Горожанський Петро Іванович | Сільський голова, 1947 року народження, безпартійний                          | 26.03.2006   | 31.10.2010      |
| Маценький Ігор Миколайович  | Сільський голова, 1972 року народження, освіта середня загальна, безпартійний | 31.10.2010   | 16.12.2012      |
| Войчишин Наталія Іванівна   | Сільський голова, 1980 року народження, освіта вища, безпартійна              | 16.12.2012   |                 |

Примітка: таблиця складена за даними сайту Верховної Ради України

### Депутати
За результатами місцевих виборів 2010 року депутатами ради стали:

#### За суб'єктами висування
| Суб'єкт висування                       | Кількість обраних депутатів | %    |
| --------------------------------------- | --------------------------- | ---- |
| Самовисування                           | 15                          | 93,8 |
| Політична партія «Громадянська позиція» | 1                           | 6,3  |

#### За округами
| № округу                                | Прізвище, ім'я, по батькові    | Дата визнання обраним | Освіта             | Партійна приналежність                        | Відомості про обраного депутата                                                                   |
| --------------------------------------- | ------------------------------ | --------------------- | ------------------ | --------------------------------------------- | ------------------------------------------------------------------------------------------------- |
| Політична партія «Громадянська позиція» |                                |                       |                    |                                               |                                                                                                   |
| 5                                       | Цікало Оксана Іванівна         | 02.11.2010            | середня            | позапартійна                                  | фельдшерсько-акушерський пункт с. Гончарівка, молодша медсестра                                   |
| Самовисування                           |                                |                       |                    |                                               |                                                                                                   |
| 1                                       | Парубочий Ярослав Іванович     | 02.11.2010            | середня            | позапартійний                                 | тимчасово не працює                                                                               |
| 2                                       | Розумна Ганна Орестівна        | 02.11.2010            | вища               | член Всеукраїнського об'єднання «Батьківщина» | райполіклініка, медсестра                                                                         |
| 3                                       | Жилава Ольга Миколаївна        | 02.11.2010            | середня спеціальна | позапартійна                                  | Гончарівська сільська рада, секретар                                                              |
| 4                                       | Попович Андрій Дмитрович       | 02.11.2010            | середня            | позапартійний                                 | тимчасово не працює                                                                               |
| 6                                       | Парубоча Ольга Ярославівна     | 02.11.2010            | вища               | позапартійна                                  | Моніст. будинок дитячої творчості на базі Гончарівської загальноосвітньої школи, керівник гуртків |
| 7                                       | Василик Оксана Володимирівна   | 02.11.2010            | середня            | позапартійна                                  | ПП Бойко, продавець                                                                               |
| 8                                       | Жилавий Назар Михайлович       | 02.11.2010            | вища               | позапартійний                                 | приватне підприємство, таксист                                                                    |
| 9                                       | Кравець Оксана Іванівна        | 02.11.2010            | середня спеціальна | позапартійна                                  | райполіклініка, мол.медсестра                                                                     |
| 10                                      | Жилавий Володимир Богданович   | 02.11.2010            | середня спеціальна | позапартійний                                 | тимчасово не працює                                                                               |
| 11                                      | Галай Олег Михайлович          | 02.11.2010            | незакінчена вища   | позапартійний                                 | тимчасово не працює                                                                               |
| 12                                      | Вдовин Ярослав Іванович        | 02.11.2010            | середня спеціальна | позапартійний                                 | тимчасово не працює                                                                               |
| 13                                      | Парубочий Андрій Володимирович | 02.11.2010            | незакінчена вища   | позапартійний                                 | дитсадок с. Гончарівка, муз.керівник дит садок                                                    |
| 14                                      | Корбеляк Дмитро Ярославович    | 02.11.2010            | середня спеціальна | позапартійний                                 | Насінева інспекція, водій                                                                         |
| 15                                      | Б'єнь Оксана Зіновіївна        | 02.11.2010            | середня спеціальна | позапартійна                                  | ПП Бойко, продавець                                                                               |
| 16                                      | Макар Вадим Орестович          | 02.11.2010            | незакінчена вища   | позапартійний                                 | тимчасово не працює                                                                               |